# Barisia ciliaris
La lagartija falso escorpión o falso escorpión de montaña (Barisia ciliaris) es una especie de lagartija ánguida del género Barisia. Es endémica de las zonas boscosas en las montañas de la zona centro norte de México.
Anteriormente se consideraba como una subespecie de Barisia imbricata ciliaris; actualmente se considera como Barisia ciliaris. Esta especie ha recibido poca atención en relación con su biología por lo que la información sobre la misma es escasa. Es importante comentar que no es venenosa. No se encuentra en ninguna categoría de riesgo.

## Descripción
Presenta una coloración pardo claro en el dorso junto con unas pequeñas manchas blancas que van de la parte posterior a la anterior y un color amarillo crema en la parte ventral. No se tiene  una diferencia  clara  para  determinar  el  sexo  de  estos  individuos.  Pero normalmente se observa  que  los  machos tienen cráneos más grandes y son más corpulentos. Los machos tiene una longitud boca-cloaca entre 91 a 110 mm y las hembras 86- 102 mm. La diferencia entre especies se determina a través de análisis de la escamación.

### Alimentación
Se ha observado que se alimenta básicamente de pequeños artrópodos. A la vez la especie  esta  dentro de la cadena alimenticia de otras especies como es el ejemplo de Crotalus lepidus morulus.

## Distribución y hábitat
Se  distribuye en la porción de la  meseta del norte del  extremo sur de Coahuila a Guanajuato. Ha sido  reportado para los estados de Coahuila, Durango, Guanajuato, Nuevo León, San Luis Potosí, Tamaulipas y Zacatecas. Tiene una distribución altitudinal que va de los 1200 a los 3780msnm.

### Hábitat
Habita  una  variedad  de  comunidades  vegetales  presentes  en  zonas  montañosas  como  son: bosque de pino-encino, bosque de pino, bosque de encino, bosque tropical subperennifolio y bosques de chaparral.

## Reproducción
La reproducción es vivípara pero se reconoce como un viviparismo primitivo y dependiendo  del  tamaño  de  la  hembra  puede  llegar  a  tener  de  entre  tres  a  ocho  crías.  La  ovulación  ocurre durante los meses de otoño y la preñez durante los meses de invierno.

## Categorías de riesgo
En la NOM-059-ECOL-2001-SEMARNAT no tiene ninguna categoría asignada. Es endémica para México.